# Perspectivismo
El perspectivismo es una doctrina filosófica que sostiene que toda percepción e ideación tiene lugar desde una perspectiva particular (punto de vista cognitivo). Sostiene que sí existe una verdad absoluta, solo que no es accesible a ningún individuo aislado. Esto significa que hay muchos esquemas conceptuales, o perspectivas, posibles que determinan cualquier juicio de verdad posible, lo que implica que no hay forma de ver el mundo que pueda ser considerada definitivamente "verdadera", pero no propone necesariamente que todas las perspectivas sean igualmente válidas. El concepto fue creado por Leibniz y desarrollado por Friedrich Nietzsche, quien influyó en filósofos como José Ortega y Gasset. Según Ernst Nolte y otros, Nietzsche habría tomado el concepto y el término de Gustav Teichmüller.

## Punto de vista
El perspectivismo rechaza por imposible la metafísica objetiva y sostiene que no hay evaluaciones objetivas que trasciendan las formaciones culturales o las designaciones subjetivas. Por lo tanto, no hay hechos objetivos y no puede haber conocimiento de una cosa en sí misma. Esto separa la verdad del punto de vista particular (o único) y significa que no hay absolutos éticos o epistemológicos. Ello conduce a una constante revaluación de las reglas (de la filosofía, del método científico, etc.) de acuerdo con las circunstancias de las perspectivas individuales. La "verdad", entonces, se formaliza como una totalidad creada por la integración de diferentes puntos de vista.
Siempre adoptamos perspectivas por defecto aunque no nos demos cuenta de ello y los conceptos individuales de existencia están definidos por las circunstancias que rodean al individuo. La verdad es hecha por personas y comunidades. Esta visión difiere de muchos tipos de relativismo, que consideran que la verdad de una determinada proposición es algo que no puede ser evaluado respecto de una "verdad absoluta" sin tomar en consideración la cultura y el contexto.

## Interpretación
Richard Schacht, en su interpretación del pensamiento nietzscheano, sostiene que el concepto puede expandirse a una forma luego de un análisis más cercano revelan diferencias de contexto y de reglas por las cuales dicha idea puede ser validada. En consecuencia, puede decirse que cada perspectiva queda subsumida en una medida objetiva general de la proposición bajo examen y contribuye, tomando en cuenta el contexto individual, a dicha medida objetiva. No obstante ello, el perspectivismo no implica ningún método de averiguación ni una teoría estructural del conocimiento en general.

## El perspectivismo en Ortega y Gasset

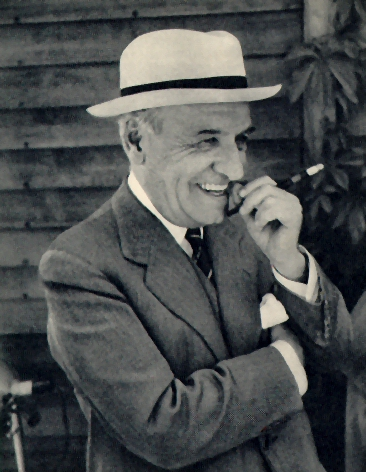
Ortega y Gasset

Para entender el lenguaje actual, Ortega y Gasset abordó el perspectivismo desde varios puntos de vista. La más temprana es con la dualidad apariencia-profundidad que desarrolla con el símil del bosque en sus Meditaciones del Quijote: el bosque es la profundidad que no veo y lo que veo en cada momento es una superficie de árboles, una perspectiva de este. Posteriormente, en El tema de nuestro tiempo trató esta idea como mediación entre el racionalismo y relativismo. Entre la verdad universal del racionalismo, que es una verdad sin vida individual, y la verdad del relativismo, que es una verdad solo válida para mí, Ortega establece que toda verdad es una verdad en perspectiva, válida desde esa perspectiva y complementaria de las demás perspectivas. Dentro de su filosofía, el perspectivismo se articula como una cualidad de la vida, entendida como la realidad radical de cada uno. Ortega se interesó por la teoría de la relatividad, ya que el fondo filosófico de esa teoría es hacer del perspectivismo la base de la interrelación de las observaciones de la física.